# Нямпинга, Рита
Доктор Бьюти Рита Нямпинга (род. 1958) — зимбабвийская активистка, проводящая кампании за женщин-заключенных. В марте 2020 года госсекретарь США выбрал её для получения Международной женской награды за отвагу.

## Фон
Рита Нямпинга родилась в 1940 году.
В 1983 году она вступила в профсоюз, что привело к конфликту с властями. В 2007 году её арестовали за протест против недоступности антиретровирусных препаратов. Проводя ночь в заключении, она узнала об ужасных условиях содержания заключенных. Шести женщинам приходилось делить туалетное ведро, а утилизировать использованные гигиенические прокладки было стыдно и сложно. Она решила, что должна помогать людям, которые были заключены в тюрьму, как и она, но на более длительный срок. Она решила, что травматирующее воздействие тюрьмы больше касается женщин, чем мужчин.
Спустя годы она организовала «Фонд поддержки женщин-заключенных», который помогает женщинам и их детям, находящимся в заключении. Она стала директором, но у организации не было ни финансирования, ни офиса. Официально Фонд зарегистрирован в 2012 году, но действует с 2010 года.
Женщины, отбывшие наказание, могли обнаружить, что освобождение не было концом их наказания. После долгих сроков за серьёзные правонарушения, такие как детоубийство, они могли обнаружить, что их мужья повторно женились, и их семьи сторонятся их.
Нямпинга — член Коалиции «Кризис в Зимбабве», Женской коалиции Зимбабве, Женской академии совершенствования политического лидерства и Сети поддержки женщин в связи со СПИДом.

## Награды и признание
В 2014 году доктор Нямпинга получила награду «Правозащитница года» от Alpha Media House.
В марте 2020 года госсекретарь США вручил Нямпинге Международную женскую награду за отвагу.